# Chiastopsylla mulleri
Chiastopsylla mulleri är en loppart som beskrevs av Ingram 1927. Chiastopsylla mulleri ingår i släktet Chiastopsylla och familjen Chimaeropsyllidae.

## Underarter
Arten delas in i följande underarter:
- C. m. mulleri
- C. m. longisetis
- C. m. simplex